# Aden Hashi Farah
Aden Hashi Farah "Ayrow" (tiếng Somalia: Aaden Xaashi Faarax Ceyroow, tiếng Ả Rập: عدن هاشي فرح) (mất 1 tháng 5 năm 2008) là lãnh đạo của Al-Shebab, cánh vũ trang của Hội đồng Tòa án Hồi giáo Somalia. Ông đến từ tiểu gia tộc Ayr, một phần của Habargidir, là một chi nhánh của gia tộc Hawiiye. Ông được báo cáo kết hôn với Halima Issa Abdi Yusuf. Ông nằm trong số các dân quân thiệt mạng trong một cuộc oanh tạc của Mỹ ngày 1 tháng 5 năm 2008.

## Afghanistan và Al-Qaeda
Theo thông tin tình báo, Ayrow được huấn luyện ở Afghanistan vào cuối những năm 1990 và lẩn trốn kể từ tháng 1/2007. Ông là một trong 6 thủ lĩnh al-Qaeda mà Mỹ nghi ngờ trốn ở Somalia. Ayrow là người chủ mưu cuộc nổi dậy giống như ở Iraq. Cuộc nổi dậy này mạnh lên trong tháng 4 năm 2008 với vô số người chết ở Thủ đô Mogadishu và một loạt các cuộc tấn công khác tại những thành phố ngoài thủ đô.

## Hội đồng Tòa án Hồi giáo
Aden Hashi Farah trở thành chỉ huy lực lượng chiến binh al-Shabaab. Al-Shabaab là cánh vũ trang của Hội đồng Tòa án Hồi giáo Somalia - lực lượng kiểm soát hầu hết miền Nam nước này trong 6 tháng trong năm 2006 cho tới khi bị quân đội chính phủ đánh bật. Các quan chức an ninh phương Tây coi Somalia là nơi trú ẩn của các chiến binh Hồi giáo.

## Al-Qaeda tại Somalia
Theo tin tình báo cung cấp cho Phó Bộ trưởng Quốc phòng Somalia, Salad Ali Jelle, Aden Hashi Ayrow được Al-Qaeda đưa vào chức lãnh đạo của mình tại đất nước bị chiến tranh tàn phá. Các phần tử al-Qaeda ở Somalia bị nghi ngờ tiến hành hai vụ đánh bom liều chết nhằm vào đại sứ quán Mỹ ở Kenya năm 1998, khiến 224 người chết và một khách sạn do Israel sở hữu năm 2002, khiến 15 người thiệt mạng. Sự hỗn loạn bắt đầu ở Somalia khi nhà độc tài Mohamed Siad Barre bị lật đổ năm 1991.

## Cái chết
Ayrow cùng với một lãnh tụ quan trọng khác của Al-Shebab, Sheikh Muhyadin Omar, bị tiêu diệt ngày 1/5/2008 trong một loạt các cuộc không kích của máy bay Hoa Kỳ. Ayrow bị quy trách nhiệm về các vụ tấn công quân đội chính phủ và quân Ethiopia. Ngày 2/5, các phiến quân Hồi giáo Somalia thề sẽ tiếp tục chiến đấu dưới sự lãnh đạo của chỉ huy mới.
Các nhà phân tích an ninh cho rằng tiêu diệt Ayrow là một thành công song sự xâm nhập của al-Qaeda vào Somalia có nghĩa là ông sẽ được thay thế dễ dàng. "Có những thủ lĩnh khác và do vậy tiêu diệt một tên sẽ không giúp chấm dứt cuộc nổi dậy", nhà phân tích Mark Schroeder nói. Paul Salopek, viết vào Chicago Tribune trong một bài viết tựa đề "Mỹ dường như mất đi cuộc chiến tranh bí mật của mình tại Somalia", báo cáo rằng jihadists đã thề sẽ giết tất cả người nước ngoài tại Somalia để đáp trả.